# Saloba
Saloba è un comune rurale del Mali facente parte del circondario di Macina, nella regione di Ségou.